# Пантормалеяха
Пантормалеяха (устар. Пантормале-Яха) — река в России, протекает по Ямало-Ненецкому АО. Устье реки находится в 56 км по правому берегу реки Пур. Длина реки составляет 26 км.

## Данные водного реестра
По данным государственного водного реестра России относится к Нижнеобскому бассейновому округу, водохозяйственный участок реки — Пур, речной подбассейн реки — подбассейн отсутствует. Речной бассейн реки — Пур.
Код объекта в государственном водном реестре — 15040000112115300061746.